# Со (община)
Со (яп. 惣 со:, «община», «союз») — форма организации самоуправления в японском селе XIV—XVI веков. Также известна как сотю (яп. 惣中 со:тю:), сосон (яп. 惣村 со:сон), сосё (яп. 惣荘 со:сё:).

## История

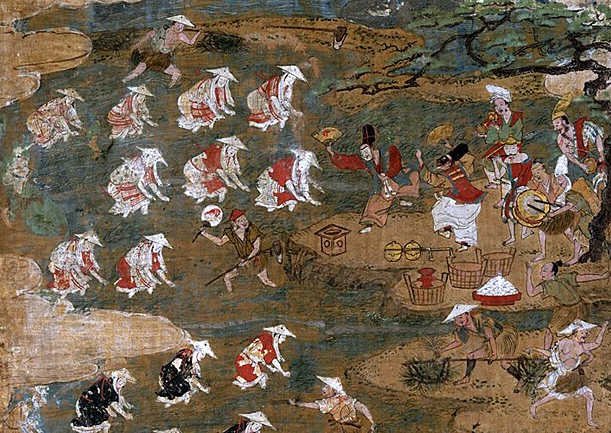
Посадка риса в японском селе

С начала XIV века, в связи с ростом производственных отношений в японском селе, происходил процесс обретения экономической независимости среднего и малоземельного крестьянства. Его представители стали активнее привлекаться к делам управления села, которыми до этого занимались исключительно сельские главы. Формировалась сельская самоуправляемая община со, в которую входили от двух до нескольких десятков сёл.
Из-за дифференциации сельского состояния руководящий состав со и его размер были разными. В экономически отсталых районах основу самоуправляемой организации составляли мелкие самураи, жившие в сёлах, а она сама охватывала все сёла определённого уезда. В среднеразвитых территориях управление со осуществляли десятки сельских глав. В экономически развитых регионах, особенно в регионе Кинки, со руководили сельские главы совместно с простыми крестьянами.
Организация общины со была необходима крестьянству для рационального использования ресурсов и налаживания общественной жизни. Экономический фундамент общины составляли общинные поля (яп. 惣有田 со:ю:дэн) и горные леса (яп. 惣山 со:яма), которые были в коллективном пользовании. Каждая со имела собственные правила и законы (яп. 惣掟 окитэ), базировавшиеся на обычаях. Они регламентировали использование природных ресурсов, в первую очередь лесов и воды, определяли размеры ссуд и военной помощи другим сёлам, предусматривали систему наказаний, преимущественно штрафов, за правонарушения. Управление общиной осуществлялось коллегиально, на совещаниях. Важные решения принимались сообща, в форме клятвы божествам, которая сопровождалась церемонией распития воды или саке. Руководители со также обеспечивали эффективность системы взаимной помощи во время сельскохозяйственных работ.
Формирование самоуправления в селе дало возможность японским крестьянам совместно бороться с произволом местных чиновников и правителей. Со организовывала акции неповиновения, которые иногда перерастали в восстания, с требованиями уменьшения дани и налогов. Крестьяне также начали требовать у властей денег на поддержание ирригационной системы. Крупнейшие беспорядки, организованные со, произошли в окрестностях Киото и Нары.
Во второй половине XV века Японию охватили междоусобицы, что вызвало милитаризацию общин со. Сёла стали укрепляться рвами и валами. Среди крестьянства выделился класс старшин, которые выполняли роль военных командиров. Из-за усиления провинциальных правителей даймё сельские старшины становились их вассалами и превращались в сельских чиновников того или иного самурайского дома. Это привело к ослаблению сельской организации самоуправления. Она окончательно пала в конце XVI века в связи с проведением административной и земельной реформы на селе под руководством Тоётоми Хидэёси.